# アントワーヌ・フランソワ・プレヴォ

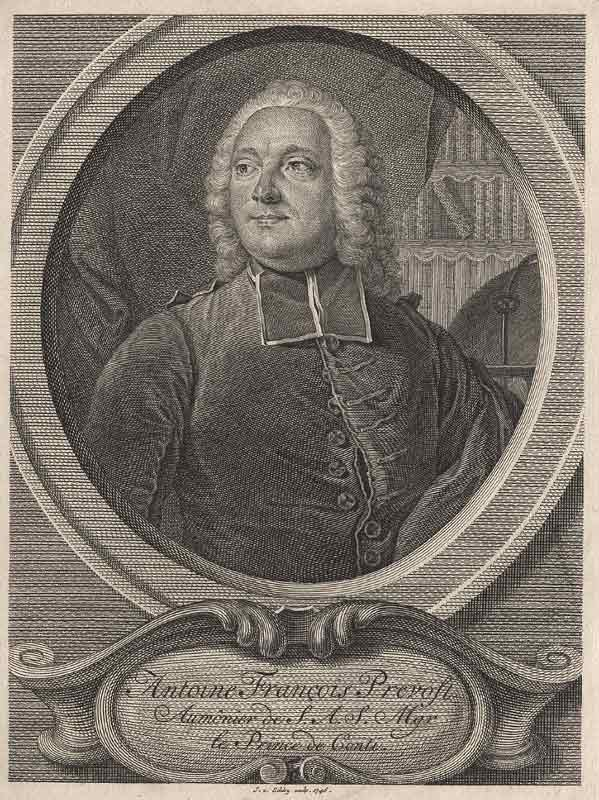
アベ・プレヴォ

アントワーヌ・フランソワ・プレヴォ・デグジル（Antoine François Prévost d'Exiles、1697年4月1日 - 1763年12月25日）は、フランスの小説家。カトリック教会の聖職者であったため、アベ・プレヴォ（Abbé Prévost、僧プレヴォ）と短縮して呼ばれることが多い。

## 人物・生涯
エダンにて弁護士の子として生まれた。イエズス会学校で学び、幾度か聖職を離れて軍に入隊したり、逃亡して外国へ行った経験が、高名な小説『マノン・レスコー』の土台となった。また著作家として、15世紀以降のヨーロッパで出版されたあらゆる紀行文をまとめて『旅行の歴史』を出版した。

## 日本語訳書
- マノン・レスコー（河盛好蔵 訳、岩波文庫、1929年1月初刷、1957年6月第27刷改版、ISBN 9784003251911）
- マノン・レスコー（青柳瑞穂 訳、新潮文庫、1956年、ISBN 9784102006016）。のち改版
- マノン（石井洋二郎・石井啓子 訳、新書館、1998年1月、ISBN 4403110037）
- マノン・レスコー（野崎歓 訳、光文社古典新訳文庫、2017年12月、ISBN 9784334753665）